# Emil Brumaru
Emil Brumaru (Bahmutea, 1938. december 25. – Jászvásár, 2019. január 5.) román író, költő.

## Életútja
A besszarábiai Bahmuteán született. Apja, Grigore Brumaru vasutas, anyja, Elisabetei tanár volt. 1955-ben érettségizett, majd 1963-ban a jászvásári egyetem Orvostudományi Karán szerzett diplomát. 1963 és 1975 között a moldvai Dolhasca városban dolgozott orvosként. 1975-től csak az irodalmi munkásságának élt.
1970-ben debütált két versével a Luceafărul irodalmi magazinban. A versei különböző antológiákban megjelentek Németországban, Franciaországban és Angliában is.
2019. január 5-én 80 éves korában hunyt el Jászvásáron.

## Művei
- Versuri (1970)
- Detectivul Arthur (1970)
- Julien Ospitalierul (1974)
- Cântece naive (1976)
- Adio, Robinson Crusoe (1978)
- Dulapul îndrăgostit (1980)
- Ruina unui samovoar (1983)
- Dintr-o scorbură de morcov (1998)
- Poeme alese (2003)
- Opera poetică (2003, 2006)
- Fluturii din pandișpan (2003)
- Poezii (2003)
- Cerșetorul de cafea (2004)
- Submarinul erotic (2005)
- Infernala comedie (2005)
- Dumnezeu se uită la noi cu binoclul (2006)
- O brumă de paiete și confetti (2007)
- Cântece de adolescent (2007)
- Povestea boiernașului de țară și a fecioarei... (2008)
- Ne logodim cu un inel din iarbă, (2008)
- Opere I. Julien Ospitalierul (2009)
- Opere II. Submarinul erotic (2009)
- Basmul Prințesei Repede-Repede. O poveste pentru adulți (2009)
- Rezervația de îngeri (2013)
- Infernala comedie (2015)
- Amintiri din rai (2016)